# Frühstück bei Tiffany (Film)
Frühstück bei Tiffany (Originaltitel: Breakfast at Tiffany’s) ist ein US-amerikanischer Spielfilm aus dem Jahr 1961 mit Audrey Hepburn in der Hauptrolle. Er basiert auf dem gleichnamigen Roman von Truman Capote. Regie führte Blake Edwards.

## Handlung
Das junge Partygirl Holly Golightly (Golightly ugs. für „leichtlebig“) führt ein exzessives Leben in New York. Sie frühstückt im Abendkleid vor dem Schaufenster des Juweliers Tiffany und schläft bis zum frühen Nachmittag. Die Nächte sind lang, die Partys schrill, die Begleiter zahlreich, und von den Herren nimmt sie regelmäßig 50 Dollar (Gegenwert 2024 rund 520 Dollar) „für die Toilette“. Zum Ärger ihres Nachbarn Mr. Yunioshi vergisst sie regelmäßig ihre Schlüssel und klingelt diesen am frühen Morgen wach. Jeden Donnerstag fährt Holly zu dem New Yorker Gefängnis Sing Sing, um den inhaftierten Gangsterboss Sally Tomato zu besuchen. Tomatos Anwalt zahlt ihr 100 Dollar pro Woche, damit sie „den Wetterbericht“ liefert.
Der junge Schriftsteller Paul Varjak zieht in Hollys Mietshaus ein. Er findet die schillernde Holly faszinierend. Sie nennt ihn wegen der Ähnlichkeit mit ihrem Bruder „Fred“. Die beiden unterhalten sich länger und es beginnt sich eine Freundschaft zu entwickeln. Kurz lernt Holly auch Pauls angebliche „Dekorateurin“ kennen, eine wohlhabende verheiratete Frau namens Emily Eustace Failenson, die Paul nur „2-E“ nennt. Bald findet Holly heraus, dass Paul sich als Liebhaber von 2-E aushalten lässt. Seit einem Buch mit Kurzgeschichten vor einigen Jahren war er nicht mehr schriftstellerisch produktiv, wie sie an dem fehlenden Farbband in seiner Schreibmaschine erkennen kann. In einer Nacht schlafen die beiden freundschaftlich nebeneinander ein, werden aber geweckt, als Holly einen Albtraum über ihren Bruder Fred hat. Als Paul sie daraufhin zur Rede stellt, beschwert sich Holly, er sei zu neugierig.
Während einer aufregenden Party in Hollys Wohnung lernt Paul den Hollywood-Produzenten O. J. Berman kennen, der ihm verrät, dass er Holly von einem seltsam sprechenden Mädchen vom Lande in eine gesellschaftlich vorzeigbare Dame verwandeln ließ. Berman machte das in der Hoffnung auf eine erfolgreiche Schauspielkarriere von Holly, doch kurz vor den entscheidenden Probeaufnahmen flüchtete sie nach New York. Auf der Party befindet sich auch Rusty Trawler, der „neuntreichste Mann in Amerika unter Fünfzig“, auf den Holly ein Auge wirft, denn sie will reich heiraten. Die Party wird schließlich nach einem Anruf von Yunioshi von der Polizei aufgelöst. Trawler heiratet später zu Hollys Verärgerung eine andere Frau.
Einige Zeit später bemerkt die nervöse 2-E vor Pauls Wohnung einen Mann, der sich längere Zeit vor dem Gebäude herumzutreiben scheint. Paul stellt den Mann zur Rede, der erklärt, er sei Hollys Ehemann Doc Golightly aus Texas. Von Doc Golightly erfährt er mehr über Hollys bis dahin geheimnisvolle Vergangenheit: Sie heißt eigentlich Lulamae Barnes, kommt aus sehr armen Verhältnissen und heiratete den deutlich älteren Tierarzt bereits mit 14 Jahren (damals in den Südstaaten erlaubt), um für die Kinder des Witwers zu sorgen. Nachdem Paul die beiden wieder zusammengebracht hat, erfährt er von Holly, dass sie die Ehe hat annullieren lassen. Am Busbahnhof sagt sie Doc, dass er einen Fehler gemacht habe, als er versuchte, „ein wildes Ding“ wie sie zu lieben, und lässt ihn allein nach Texas zurückfahren.
Paul stellt fest, dass er Gefühle für Holly entwickelt hat. Er beginnt wieder zu schreiben und kann eine Kurzgeschichte verkaufen. Bei Tiffany’s möchte er den Billigring aus Doc Golightlys Cracker-Jack-Schachtel als Geschenk für sie gravieren lassen – ein ungewöhnlicher Wunsch, dem der Verkäufer aber nachkommt. Als Holly und Paul nach einem Tag voller bunter Erlebnisse nach Hause zurückkommen, landen sie in Pauls Bett. Am nächsten Tag teilt Paul seiner Gönnerin 2-E mit, sich finanziell von ihr zu lösen und ihre Affäre zu beenden. Nun möchte er mit Holly eine Beziehung eingehen, doch sie gestattet sich keine Gefühle für ihn: in ihrer fortwährenden Suche nach einem reichen Mann ist ihr bevorzugter Kandidat nun der brasilianische Großgrundbesitzer Pereira, der aus angesehener und reicher Familie kommt. Als Holly vom Tod ihres Bruders Fred bei einem Unfall in seinem Militärdienst erfährt, verwüstet sie in einem Anfall ihre Wohnung. Nun verfolgt sie forciert ihre Heiratspläne mit Pereira und die Auswanderung nach Brasilien. 
In den nächsten Monaten sprechen Holly und Paul kaum miteinander. An ihrem letzten Tag in New York bittet sie Paul, der inzwischen mehrere seiner Erzählungen erfolgreich verkauft hat, um ein Abschiedstreffen. Wehmütig durchstreifen sie die Stadt. Bei der Rückkehr in ihre Wohnung wird Holly verhaftet. Ihr donnerstäglicher „Wetterbericht“ für den inhaftierten Sally Tomato war nicht so harmlos, wie sie in ihrer Naivität gedacht hatte, und sie wird als Komplizin eines Rauschgifthandels verdächtigt. Paul gelingt es, Holly mithilfe von Berman, einem ihrer ehemaligen Gönner, auf Kaution freizubekommen. 
Im Taxi übergibt Paul ihr einen Brief von Pereira, für den eine Heirat aufgrund des nunmehr zwielichtigen Renommees von Holly nicht mehr in Frage kommt. Holly will trotzdem nach Südamerika reisen. Als sie daraufhin ihren Kater aus dem Taxi in den Regen jagt, verliert Paul die Fassung. Er führt ihr vor Augen, dass sie nur auf der Flucht vor sich selbst sei und um sich einen Käfig der Einsamkeit gebaut habe. Holly besinnt sich, findet den Kater in einem dramatischen Ende wieder, und sie und Paul küssen sich im strömenden Regen.

## Musik
Für Blake Edwards’ Verfilmung wurde der komplette Soundtrack von Henry Mancini komponiert. Der bekannteste Titel daraus ist der 1962 mit einem Oscar prämierte Song Moon River, der in einer Szene von Audrey Hepburn selbst gesungen wird und bei der Versöhnungsszene von einem Chor. 
Im Jahr 2004 wählte das American Film Institute das Lied auf Platz 4 in die Liste AFI’s 100 Years … 100 Songs der 100 besten US-amerikanischen Filmsongs.
Der komplette Original Soundtrack erschien 2013 auf Intrada 7129; zu hören ist dabei auch die von Audrey Hepburn gesungene Version von Moon River.

## Hintergrund
Truman Capotes Romanvorlage endet, im Gegensatz zum Film, ohne Happy End. Holly sucht die Katze im Regen vergeblich und fährt schließlich fort. Als der Erzähler später entdeckt, dass die Katze ein richtiges Zuhause gefunden hat, hofft er dies auch für Holly, deren weiteres Schicksal er nicht kennt. Im Roman gibt es auch keine Liebesbeziehung zwischen Holly und dem Erzähler, der bei Capote namenlos bleibt und für die Verfilmung zu der Figur des Paul erweitert wurde. Autor Capote zeigte sich über das hinzugefügte Happy End später verärgert.
Capote wollte in der Rolle der Holly Golightly eigentlich Marilyn Monroe sehen, welche die Rolle aber ablehnte. So wurde stattdessen die Zweitwahl Audrey Hepburn mit ihrer Darstellung der Holly zur Stilikone. Die Darstellung von Holly mit ihrer Zigarettenspitze zählt zu den wohl berühmtesten Hollywood-Bildern. Berühmtheit erreichte auch ihr langes schwarzes Abendkleid am Anfang des Filmes, das von Hubert de Givenchy entworfen wurde. Das im Film getragene Givenchy-Kleid wurde im Jahr 2006 für 692.000 Euro bei Christie’s in London von einem anonymen Bieter ersteigert und gilt bislang als teuerste Textilie der Filmgeschichte. 
Für die männliche Hauptrolle war ursprünglich Steve McQueen vorgesehen. Aufgrund seiner Verpflichtung für die Serie Josh (Wanted: Dead or Alive) musste er jedoch absagen. 
Die Darstellung des japanischen Nachbarn durch den amerikanischen Schauspieler Mickey Rooney wurde immer wieder als rassistisch und einmal gar als eine der schlimmsten Darstellungen eines Asiaten in der Geschichte des Films kritisiert. Mickey Rooney war ohne asiatischen Hintergrund und trug Make-up und Zahnprothese. Er äußerte sich im Jahr 2008 dahingehend, dass Edwards als Komödienregisseur die Figur für witzig gehalten habe, er die Figur dementsprechend gespielt habe und dass sich nie jemand bei ihm persönlich über die Darstellung beschwert hätte. Gleichzeitig sagte er, dass, wenn er von den Beschwerden der Leute gewusst hätte, er niemals die Rolle gespielt hätte. Auch Blake Edwards äußerte sich in späteren Jahren, dass er die Rolle im Rückblick lieber aus dem Film gestrichen hätte.
Der Kinostart des Films in der Bundesrepublik Deutschland war am 12. Januar 1962, die deutsche Fernseh-Erstausstrahlung am 23. April 1973 um 20.15 Uhr im ZDF.
Der Film wurde popkulturell immer wieder rezipiert, so landete die Band Deep Blue Something mit dem Song Breakfast at Tiffany’s im Jahr 1996 einen Welthit. Mittlerweile kann man tatsächlich bei Tiffany in New York frühstücken: Seit November 2017 gibt es im gleichen Haus ein von Tiffany betriebenes Café namens Blue Box Café.

## Auszeichnungen
Im Jahr 1962 gewann der Film in den Kategorien Bester Song und Beste Filmmusik (beide für Henry Mancini) jeweils einen Oscar; Nominierungen gab es für Audrey Hepburn als beste Hauptdarstellerin, das beste Szenenbild sowie für das beste adaptierte Drehbuch. Im selben Jahr bekam der Film Golden-Globe-Nominierungen als bester Film – Komödie oder Musical sowie für die beste Hauptdarstellerin – Komödie oder Musical (Audrey Hepburn).
Ebenfalls 1962 wurde der Soundtrack des Films mit einem Grammy bedacht. Ferner gewann der Film bei den Laurel Awards eine Auszeichnung für den besten Song, zudem war er als beste Komödie, für die Beste Hauptdarstellerin sowie als beste Filmmusik nominiert.
Orangey, der Kater, der im Film Holly Golightlys namenlose Katze darstellt, erhielt für den Film seinen zweiten PATSY Award (das Oscar-Äquivalent für Tiere im Film).
Im Jahr 2012 wurde der Film in das National Film Registry aufgenommen.
Die Deutsche Film- und Medienbewertung FBW in Wiesbaden verlieh dem Film das Prädikat „besonders wertvoll“.

## Synchronisation
Die deutsche Synchronfassung entstand zur deutschen Kinopremiere im Januar 1962.
| Charakter                     | Schauspieler            | Synchronstimme         |
| ----------------------------- | ----------------------- | ---------------------- |
| Holly Golightly               | Audrey Hepburn          | Marion Degler          |
| Paul Varjak                   | George Peppard          | Michael Cramer         |
| 2-E (Mrs. Failenson)          | Patricia Neal           | Gisela Reißmann        |
| Mr. Yunioshi                  | Mickey Rooney           | Gerd Duwner            |
| O. J. Berman, Hollywood-Agent | Martin Balsam           | Curt Ackermann         |
| José da Silva Pereira         | José Luis de Vilallonga | Friedrich Schoenfelder |
| Sid Arbuck                    | Claude Stroud           | Lothar Blumhagen       |
| Meg Wildwood                  | Dorothy Whitney         | Agi Prandhoff          |

## Kritiken
„Bittersüße Liebesgeschichte nach einer Novelle von Truman Capote, von Blake Edwards als überaus elegante Mischung aus tragischen und komödiantischen Elementen inszeniert.“

„Zugegeben, der Film ist sentimental und weicht beim Ende ärgerlicherweise deutlich von der Buchvorlage ab. Aber er ist auch ein stilvolles Feuerwerk wundervoller (und damals gewagter) Dialoge.“

„Zauberhaft und melancholisch, humorvoll und ergreifend – so wurde ‚Breakfast at Tiffany’s‘ zu einem Klassiker, gleichzeitig zu einer Hymne an eine großartige Schauspielerin.“

„‚Breakfast at Tiffany’s‘ ist ein durch und durch charmanter und witziger Valentinsgruß an eine besondere Frau und die Stadt, die sie liebt und die auch noch mehr als 40 Jahre nach ihrem ersten Auftritt verzaubert.“

„Ja doch! Der Film ist langsam und sentimental, aber er ist auch ein Feuerwerk wundervoller (damals gewagter) Dialoge und glänzt mit Stil. Einfach charming! Komödienklassiker mit einem Hauch Melancholie.“